# Gundasagar, Lingsugur
Gundasagar là một làng thuộc tehsil Lingsugur, huyện Raichur, bang Karnataka, Ấn Độ.